# باول غروفز (مغني)
باول غروفز (بالإنجليزية: Paul Groves)‏ هو مغني ومغني أوبرا أمريكي، ولد في 24 نوفمبر 1964 في ليك تشارلز في الولايات المتحدة.

## وصلات خارجية
- باول غروفز على موقع IMDb (الإنجليزية)
- باول غروفز على موقع ميوزك برينز (الإنجليزية)
- باول غروفز على موقع قاعدة بيانات الفيلم (الإنجليزية)